# Pas d'excuse
Pas d'excuse (Sorry Not Sorry) est un épisode de la série télévisée d'animation Les Simpson. Il s'agit du neuvième épisode de la trente-deuxième saison et du 693e de la série.

## Synopsis
Après avoir eu une mauvaise note à un exposé, Lisa traite Mme Hoover d'« amatrice sans intérêt ». Refusant de s'excuser, elle est contrainte de passer ses journées en retenue. Elle y apprend alors les secrets de la vie maussade de sa professeure, et va tenter de trouver un moyen de se faire pardonner. Cependant, la rancune de Mme Hoover risque de prendre le dessus...

## Réception
Lors de sa première diffusion, l'épisode a attiré 1,66 million de téléspectateurs.